# Richard's Castle
Richard's Castle ou Richards Castle est un village d'Angleterre situé dans l'ouest du pays, à une dizaine de kilomètres au sud de la ville de Ludlow. Il s'étend de part et d'autre de la frontière entre les comtés du Herefordshire et du Shropshire.
Administrativement, il est séparé entre deux paroisses civiles. Celle qui se trouve au nord de la frontière, dans le Shropshire, comptait 424 habitants au recensement de 2011, tandis que celle qui se trouve au sud, dans le Herefordshire, en comptait 250.

## Toponymie
Le nom du village fait référence à la motte castrale détenue par le chevalier normand Richard Scrob au moment de la conquête normande de l'Angleterre, en 1066. Il est attesté en latin sous la forme Castellum Ricardi dans les années 1180. La forme anglaise est attestée en 1349, orthographiée Richardescastel.